# لوف أسود
لوف أسود (الاسم العلمي: Arum nigrum) هو نوع من النباتات يتبع جنس اللوف من فصيلة اللوفية.